# La Différence invisible
La Différence invisible est un album de bande dessinée (ou un roman graphique) sur une autiste Asperger. Le scénario est de Julie Dachez, qui présente sa propre histoire, avec des dessins de Mademoiselle Caroline. L'album est publié en 2016 par Delcourt.

## Synopsis
Marguerite est une jeune femme apparemment comme les autres. Elle a des cheveux longs, bruns, est vêtue de façon ordinaire. Elle aime la nature, les animaux, le soleil, la nourriture végétarienne. Elle a fait des études, elle vit en couple et a une situation. 
Elle a pourtant des différences de comportement, et des manies. Ainsi, elle marche toujours vite et la tête baissée, suit toujours le même parcours, fréquente les mêmes commerçants. Elle déteste l'imprévu, le bruit, les soirées animées, ignore le mensonge et ne comprend pas les allusions ou le second degré ; elle ignore aussi l'implicite, la connivence, et la multitude de codes sociaux ordinaires. 
Essayant cependant de se conformer aux autres, elle fait semblant et s'efforce de rentrer dans le moule. Mais elle est épuisée par toute confrontation, par la vie sociale, par le quotidien semé d'embûches,.
Marguerite se rend compte de ses différences, de son décalage aux autres ; elle s'inquiète et s'interroge. Les psys ne l'aidant pas, elle cherche à comprendre par elle-même, entreprend des recherches sur Internet, et se découvre des ressemblances avec le syndrome d'Asperger.
Lorsqu'elle a la confirmation qu'elle est autiste Asperger, elle est soulagée, sa vie se transforme. C'est comme une révélation, elle se comprend mieux, assume sa différence, et vit plus harmonieusement.
La narration est accompagnée d'un cahier documentaire rassemblant conseils et ressources.

## Genèse de l'œuvre
La scénariste, Julie Dachez, a vingt-sept ans lorsqu'elle est diagnostiquée autiste Asperger. L'annonce de son diagnostic la libère, elle change de vie et elle se réconcilie avec elle-même. À partir de 2012, elle tient le blog militant Emoi émoi et moi, où elle met en ligne articles et vidéos sur le syndrome d'Asperger, particulièrement sur les Asperger femmes, plus difficilement diagnosticables, ; elle s'occupe aussi d'une chaîne YouTube. Elle est doctorante en psychologie sociale. 
Fabienne Vaslet, mère de deux enfants Asperger, a repéré le blog de Julie Dachez. Éditrice, elle est l'initiatrice de l'album.
Mademoiselle Caroline, illustratrice et auteure de bande dessinée, fait des études de graphisme à l'école Penninghen, puis entreprend plusieurs albums d'inspiration autobiographique. Elle travaille pour le magazine Elle et a publié sept albums aux éditions Delcourt, de 2010 à 2015 avant d'être sollicitée pour La Différence invisible.

## Accueil critique
Pour David Taugis, cet album très pédagogique est un « véritable manuel psychologique », et donne « un portrait humain d’une immense force ». Ce portrait est brillamment dessiné par Mademoiselle Caroline, avec des traits simples et clairs, et « une superbe maîtrise du noir », avec un graphisme « moderne et fluide ». Surtout, Taugis trouve durablement émouvant le personnage de Marguerite. 
Selon Laura Crevel-Floyd de l'Express, l'album est « prenant, touchant, [on le] lit d’une traite avant d’avoir envie de le prêter à tout notre entourage ». 
D'après Pauline Fréour du Figaro, le livre « fait passer de façon divertissante beaucoup de connaissances sur l'autisme » et « le travail des teintes est particulièrement réussi ». Dans ce récit « plein d'humour », la dessinatrice illustre les angoisses du personnage principal par l'utilisation du noir et d'un rouge agressif ; lorsque Marguerite change de vie, les couleurs « éclatantes » traduisent son sentiment de libération.
Dans Télérama, l'article sur l'album conclut : « en jouant habilement avec la typographie, les couleurs et les cases, la dessinatrice a insufflé ce qu'il faut de rythme et d'émotion pour transformer ce riche témoignage en une histoire passionnante ».
En 2017, l'album obtient à l'unanimité le prix BD Bulles à Sablé-sur-Sarthe. En 2018, l'ouvrage gagne le prix Bull’en Layon.
En 2018, l'ouvrage est nommé au prix Eisner dans la catégorie Best Reality-Based Work (Meilleur travail inspiré de la réalité).

## Parution
- Première édition : Julie Dachez et Mademoiselle Caroline, La Différence invisible, Paris, Delcourt, coll. « Mirages », 2016, 196 p. (ISBN 978-2-7560-7267-8).

## Récompense
La traduction anglaise de l'album, intitulée Invisible Differences: A Story of Asperger’s, Adulting, and Living a Life in Full Color, fait partie des finalistes pour le prix Eisner dans la catégorie « Meilleure œuvre inspirée d'une histoire vraie » (Best Reality-Based Work) en 2021.

## Postérité
Dans le sillage de l'œuvre, une exposition des planches est organisée à Saint-Nazaire en 2018 et Julie Dachez participe à une conférence-débat autour du thème de l'autisme chez les femmes lors de la Journée mondiale de sensibilisation à l'autisme la même année.
Julie Dachez publie chez Marabout un ouvrage recueillant des témoignages sur l'autisme : Dans ta bulle ! Les autistes ont la parole : écoutons-les (mars 2018).